# ۲۸ اعتقاد بنیادی (کلیسای ادونتیستهای روز هفتم)
کلیسای ادونتیستهای روز هفتم ۲۸ اعتقاد بنیادی ایمانی دارد. ادونتیست‌های روز هفتم کتاب مقدس را به عنوان تنها اساس عقاید خویش می‌پذیرند و اصول اعتقادی که از تعالیم کتاب مقدس نشأت گرفته‌است را رعایت می‌کنند. این عقاید تشکیل دهنده تبیین و تفاهم کلیسا از تعالیم کتاب مقدس است. در نشست مجمع عام ممکن است این بیانیه مورد تجدید نظر قرار گیرد، هنگامی که کلیسا به هدایت روح القدس به درک کاملتری از حقایق کتاب مقدس یا نحوهٔ واضح تر بیان آن‌ها دست بیابد تا تعالیم کلام مقدس خدا متجلی گردد.

## کتاب مقدس

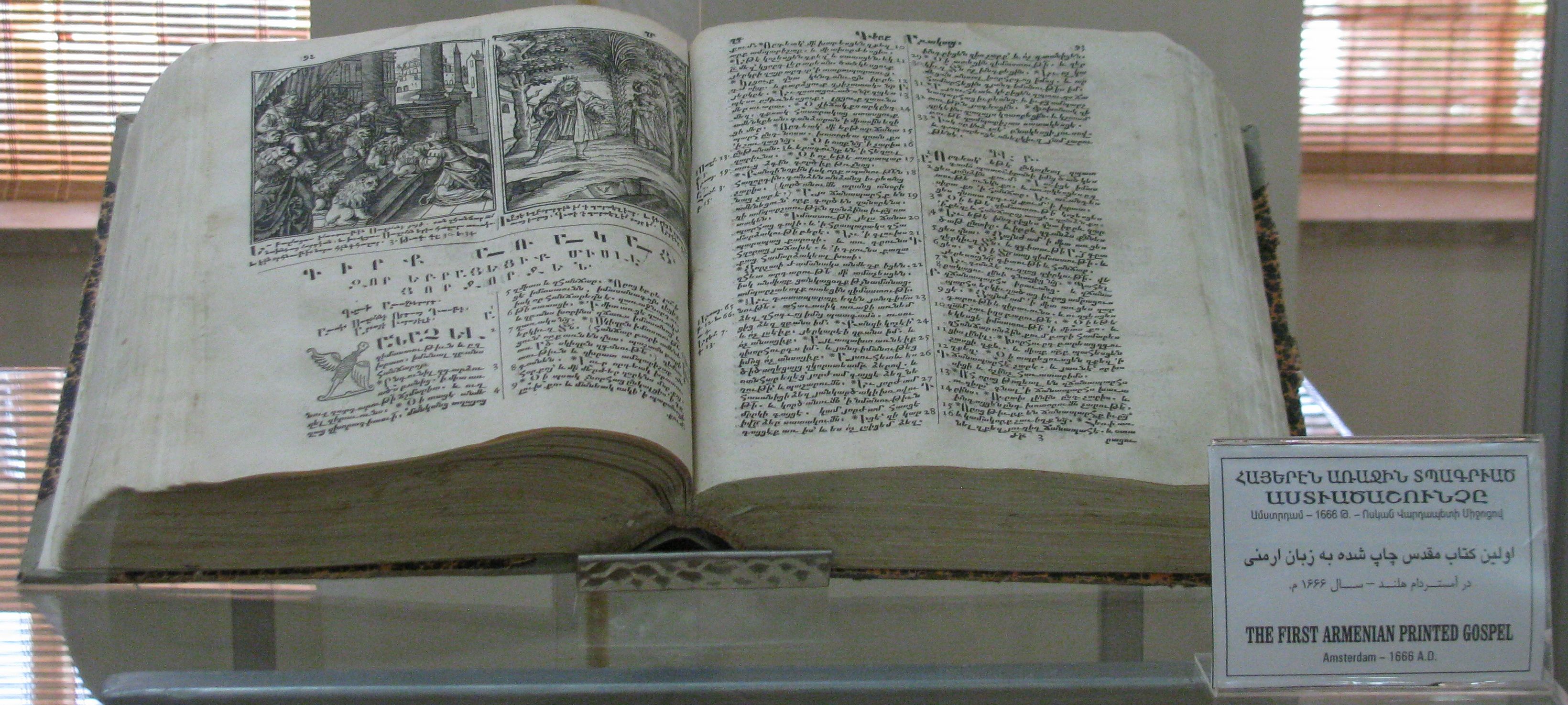
کتاب مقدس

کتاب مقدس مجموعه‌ای از کتب عهد قدیم و عهد جدید است که کلام نوشته شده خدا است که با وحی الهی به مردان مقدس خدا تحت هدایت روح القدس متکلم گردیده و نگاشته‌اند. در این کلام مقدس خداوند دانش لازم برای رستگاری را به بشر سپرده‌است. کلام مقدس مکاشفه اراده مصون از خطای خداست. آن آیات استاندارد سیرت، محک تجربه، آشکارکنندهٔ مجاز تعالیم و پیشینه موثق اعمال خدا در تاریخ هستند.

## تثلیث
یک خدا وجود دارد: پدر، پسر و روح القدس که اتحادی از سه شخصیت ازلی و ابدی است. خدا فناناپذیر، قادر مطلق، واقف به همه امور، مافوق هر چیز و همیشه حاضر و ناظر است. او سرمدی و ماوراء ادراک بشریت است، با این وجود خود را به‌واسطه مکاشفه اش عیان و آشکار نموده‌است. او تا ابد شایسته‌است تا توسط کل مخلوقات مورد پرستش، ستایش و خدمت قرار گیرد.

## پدر
خدای ابدی پدر، خالق، مبدأ، حامی و فرمانروای همه مخلوقات است. او عادل و مقدس، بخشنده و مهربان، دیر غضب و سرشار از محبت پایدار و با وفا است. صفات و توانمندی‌های ارائه شده در پسر و روح القدس جملگی آشکار کنندگان خصوصیات پدر هستند.

## پسر
خدای پسر ابدی، در عیسی مسیح تجسد گردید. از طریق او همه موجودات آفریده شده – سیرت و خصایل پدر آشکار گردیده – رستگاری بشر به انجام رسیده – و جهان داوری می‌گردد. بالفطره خدای ازلی، او همچنین انسان حقیقی شد - عیسی مسیح. او به‌واسطه روح القدس در رحم قرار گرفت و از مریم باکره زاده شد. او زیست و مانند بشر وسوسه را تجربه نمود، ولیکن الگوی کامل عدالت و محبت خدا گشت. او با معجزات خود قدرت خدا را عیان ساخت و به عنوان مسیح موعود خدا، تأیید گردید. او داوطلبانه به جای ما بر صلیب رفت و برای گناهان ما رنج کشید و جان سپرد و از میان مردگان برخاست و به آسمان عروج نمود تا در قبال ما در معبد آسمانی خدمت کند. او دوباره برای رستگاری نهایی امت خویش و نوسازی و ترمیم همه چیز با شکوه و جلال خواهد آمد.

## روح القدس
روح خدای ابدی با پدر و پسر در خلقت، تجسد و رستگاری فعال بود. او به نویسندگان کلام مقدس الهام داد. او زندگی مسیح را با قدرت پر ساخت. او ابنای بشر را فرا می‌خواند و به گناه ملزم می‌سازد و کسانی را که اجابت می‌نمایند تجدید حیات نموده به شبه خدا تبدیل می‌نماید. او از طرف پدر و پسر فرستاده شد تا همیشه با فرزندان خدا باشد، او هدایای روحانی را به کلیسا ارزانی می‌دارد و به آن قدرت عطا می‌نماید تا به مسیح شهادت دهند و در هماهنگی با کلام مقدس آن را به کلیهٔ حقایق هدایت نماید.

## خلقت
خدا خالق همه چیز است و در کتاب مقدس گزارش معتبری از کار خلقتش را آشکار نموده‌است. خداوند در شش روز «آسمانها و زمین» و همه موجودات زنده بر روی زمین را آفرید و در روز هفتم هفته آسود. بدینسان او روز سَبْت را به عنوان یادبود همیشگی از کار خلقت بنیان نهاد. اولین مرد و زن به عنوان شاهکار خلقت شبیه خدا خلق گردیدند و تسلط بر دنیا به آنان واگذار شد و با مسئولیت عهده‌دار مراقبت از آن شدند. وقتی کار خلقت دنیا به اتمام رسید «بسیار نیکو» بود و جلال خدا را اعلان می‌کرد.

## طبیعت انسان
مرد و زن به شباهت خدا، با قدرت و آزادی اندیشه و عمل خلق شدند. گرچه به عنوان موجودات آزاد آفریده شدند ولی هر کدام وحدتی لاینفک از جسم و ذهن و روح دارند، همگی به خدا برای زیستن و نفس کشیدن و تمام چیزهای دیگر وابسته‌اند. وقتی که اولین والدین ما از خدا نافرمانی کردند، وابستگی خود به خدا را انکار نموده و از موقعیت عالی خود سقوط کردند. تصویر خدا در آن‌ها معیوب گردید و باعث شد آن‌ها در معرض مرگ قرار بگیرند. اولاد آن‌ها از این طبیعت ساقط در گناه و عواقب آن سهم بردند. آنان با ضعف و گرایش به شرارت زاده می‌شوند؛ ولی خداوند در مسیح جهان را با خود آشتی داد و با روح خود در فرد توبه کار فانی شباهت به آفریننده خودشان را به حال اول برگرداند. آنان برای جلال خدا آفریده شدند و فرا خوانده شده‌اند تا او و یکدیگر را محبت کنند و از محیط زیست خود مراقبت نمایند.

## نبرد عظیم
تمام بشریت اکنون در نبردی عظیم میان مسیح و شیطان معطوف به سیرت خدا، احکام او و سلطه او بر گیتی گرفتار است. این نبرد از آسمان آغاز شد وقتی که یک مخلوق مجهز به آزادی انتخاب و در خودستایی، شیطان و متخاصم با خدا شد و بخشی از فرشتگان را به شورش هدایت نمود. او هنگامی که آدم و حوا را به گناه هدایت کرد روح سرکشی را در این جهان معمول کرد. این گناه بشری سبب دگرگونی تصویر خدا در بشریت گردید و جهان خلق شده را به بی نظمی کشید و سرانجام در آن زمان باعث ویرانی سراسر جهان با طوفان شد. آنگونه که تمام مخلوقات مشاهده نمودند این جهان عرصه نبردی عالمگیر شد که به‌واسطه آن خدای محبت، نهایتاً بر حق شناخته خواهد شد. مسیح برای کمک به امت خویش در این نبرد، روح القدس را نازل نمود و فرشتگان وفادار را برای راهنمایی، مراقبت و تقویت آن‌ها در راه نجات گسیل داشت.

## زندگی، مرگ و قیام مسیح
در زندگی فرمانبردار کامل مسیح از اراده خدا، رنج، مرگ و قیام وی، خدا تنها راه کفاره گناهان بشر را ارائه داد که به موجب آن آنانی که با ایمان این فدیه را بپذیرند می‌توانند به حیات ابدی دست یابند و کلیهٔ مخلوقات می‌توانند بهتر محبت مقدس و سرمدی آفریننده را درک کنند. این کفاره تمام عیار عدالت احکام خدا و سیرت بخشنده او را توجیه می‌کند؛ زیرا آن هم گناه ما را محکوم می‌کند و بخشودگی را برای ما میسر می‌دارد. مرگ مسیح جایگزین و شفاعت‌آمیز، آشتی دهنده و تبدیل‌کننده است. قیام مسیح، پیروزی خدا را بر نیروهای اهریمن اعلام می‌دارد و برای کسانی‌که کفاره را می‌پذیرند پیروزی نهایی بر گناه و مرگ را وعده می‌دهد. این موضوع خداوندی عیسی مسیح را اعلام می‌دارد که هر زانویی در آسمان و بر روی زمین در مقابل او خم خواهد شد.

## تجربه نجات
خدا با محبت و رحمت سرمدی مسیح که هرگز گناه را نشناخت، در راه ما گناه ساخت تا ما در وی عدالت خدا شویم. به هدایت روح‌القدس نیاز خود را حس کنیم، گناهکاری خود را اعتراف کنیم، از خطایای خویش توبه کنیم و ایمان به عیسی را به عنوان خداوند و مسیح جایگزین او الگو نشان بدهیم. این ایمان که موجب نجات می‌شود به‌واسطه قدرت الهی ک م حاصل می‌گردد و هدیه فیض خداست. از طریق مسیح از کنترل گناه تبرئه می‌شویم و به عنوان پسران و دختران خدا به فرزندی پذیرفته می‌شویم و از قید گناه رها می‌گردیم. به‌واسطه روح القدس تولدی تازه یافته و تقدیس می‌شویم. روح‌القدس ذهن ما را نوسازی می‌کند و احکام محبت‌آمیز خدا را بر قلبهایمان می‌نویسد و به ما قدرت زیستن در یک زندگی مقدس داده می‌شود. با ساکن شدن در او در طبع الهی سهیم می‌شویم و تضمین رستگاری را برای حال حاضر و روز داوری به دست می‌آوریم.

## رشد در مسیح
عیسی با مرگش بر صلیب بر نیروهای شریر پیروزی یافت. او که بر روحهای اهریمنی در طی رسالت زمینی خویش غلبه یافته بود قدرتشان را در هم شکست و نابودی نهایی آنان را قطعی ساخت. پیروزی عیسی به ما نیز برای غلبه بر نیروهای اهریمنی که هم چنان در پی کنترل ما هستند قدرت می‌بخشد، همان‌طور که با وی در آرامش، شادی و اعتماد به محبتش گام برمی‌داریم. حال روح القدس درون ما سکونت می‌یابد و به ما قدرت می‌بخشد. پیوسته سر سپرده به عیسی به عنوان منجی و سرور، از بار سنگین کردار گذشته خویش آزاد می‌شویم. دیگر در تاریکی، ترس از قدرت‌های اهریمنی، در جهل و بی مفهومی شیوه زندگی قبلی مان زندگی نمی‌کنیم. در این آزادی تازه در عیسی ما فرا خوانده شده‌ایم تا در شباهت سیرت او رشد کنیم، و روزانه با او در دعا در تماس باشیم، با کلام او تغذیه شویم و در آن مشیت الهی تعمق کنیم، او را با سرود حمد گوییم، برای عبادت گرد هم آییم و در امور کلیسا مشارکت کنیم. وقتی به کسانی که اطرافمان هستند با محبت خدمت می‌کنیم و به نجاتی که نصیبمان کرده شهادت می‌دهیم، حضور دائمی او با ما از طریق روح هر لحظه و هر وظیفه را به تجربه‌ای روحانی تبدیل می‌سازد.

## کلیسا
کلیسا اجتماعی از ایمان‌داران است که به عیسی مسیح به عنوان سرور و منجی خویش اعتراف نمودهاند. در پیوستگی با امت خدا در زمان عهد قدیم از دنیای مادی فرا خوانده شدهایم و برای عبادت به یکدیگر می‌پیوندیم، برای معاشرت، برای تعلیم کلام، برای برگزاری عشای ربانی، برای خدمت به همه همنوعان و برای اعلان مژده خوش انجیل به جهان. کلیسا اقتدار خود را از مسیح به دست می‌آورد که کلمه مجسم است و از کلام است که مکتوب گردیده‌است. کلیسا خانواده خداست که توسط او به فرزندی پذیرفته شده‌است، اعضای آن بر اساس عهد جدید زندگی می‌کنند. کلیسا بدن مسیح است، انجمنی از ایمان‌داران که مسیح خود رأس آن است. کلیسا عروس است که مسیح برای او جان داد تا بتواند او را تطهیر و تقدیس نماید. مسیح در بازگشت ظفرمندانه، کلیسای با شکوهی را به خود عرضه خواهد نمود که در تمام اعصار نسبت به او وفادار بوده و با خون او خریداری شده‌است و لکه یا چین و چروکی ندارد بلکه مقدس و بدون عیب است.

## باقی ماندگان و رسالت آنان
کلیسای جهانی از همه کسانی که صادقانه به مسیح ایمان دارند مرکب گردیده‌است، ولی در ایام آخر، زمان ارتداد شایع و گسترده، باقی مانده ای فرا خوانده شده‌است تا احکام خدا را نگاه دارد و در ایمان به مسیح باقی بماند. این باقی‌مانده رسیدن ساعت داوری را اعلام می‌دارد و رستگاری از طریق مسیح را به اطلاع عموم می‌رساند و منادی نزدیک شدن قریب‌الوقوع ظهور ثانی اوست. این اعلان عمومی با پیام سه فرشته در مکاشفه باب ۱۴ معرفی گردیده‌است؛ که تقارن و همزمانی دارد با کار داوری در آسمان و توبه و تغییر و اصلاح بر روی زمین به بار می‌آورد. هر ایمان‌داری فرا خوانده شده‌است تا شخصاً در این بشارت جهانی، بخشی را عهده‌دار شود.

## اتحاد در بدن مسیح
کلیسا یک بدن با اعضای بسیار است که از هر ملیت و قوم و زبان و مردمی فرا خوانده شده‌است. ما در مسیح مخلوق تازه‌ای هستیم؛ تمایز نژادی، فرهنگی، تحصیلات و ملیت و اختلافات بین قشر با و پائین، فقیر و غنی، مذکر و مؤنث، فرقی بین ما نمی‌گذارد. همه ما در مسیح برابریم که با یک روح ما را در مصاحبت با او و با یکدیگر به هم پیوند داده‌است؛ ما باید بدون قید و شرط و جانبداری خدمت کنیم و خدمت بپذیریم. به‌واسطه مکاشفه عیسی مسیح در کتاب مقدس، در ایمان و امید یکسانی مشارکت داریم و یک شهادت را نزد همگان می‌بریم. این اتحاد از وحدت خدای پدر و پسر و روح القدس نشأت می‌گیرد که ما را به فرزندی پذیرفته‌است.

## غسل تعمید

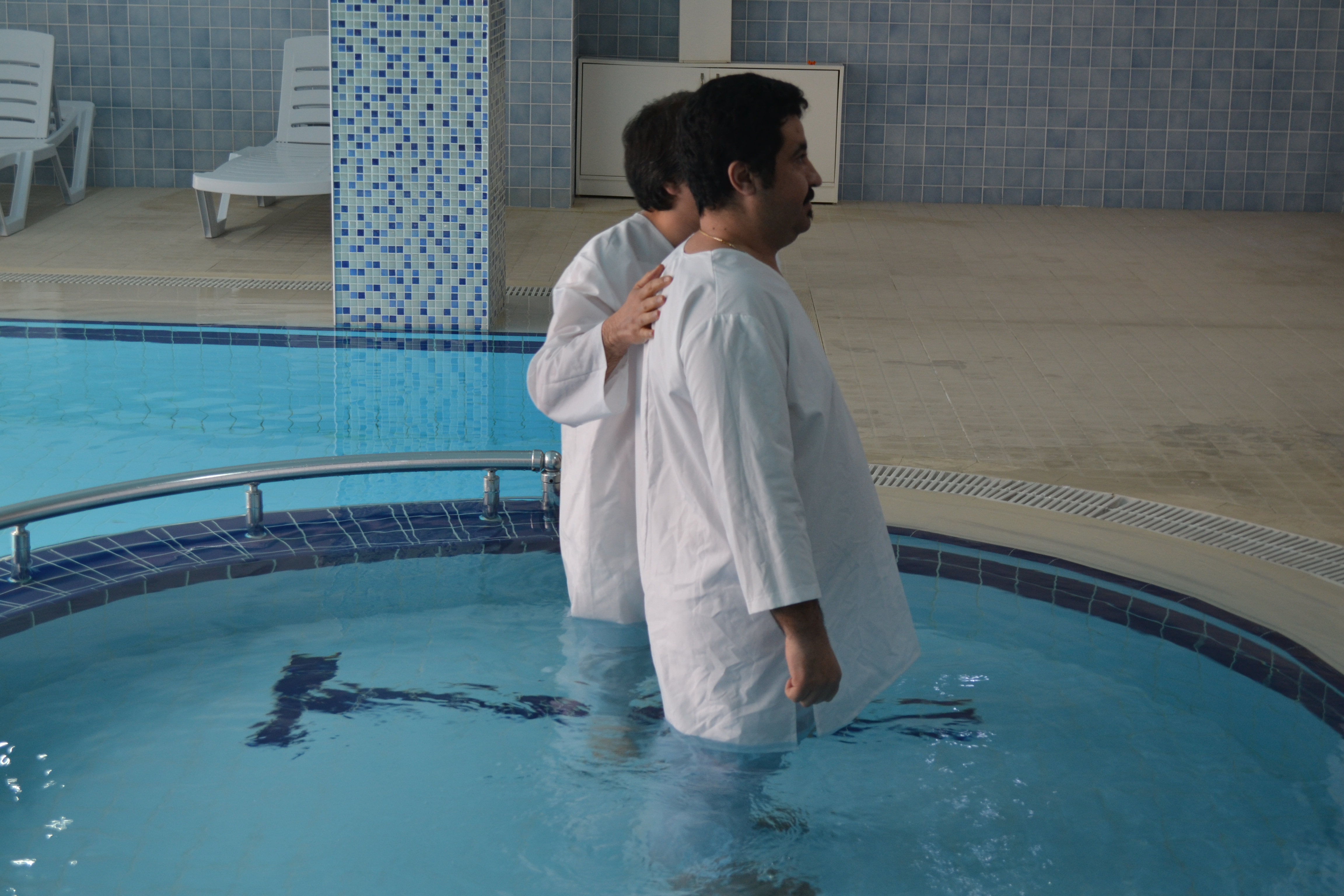
غسل تعمید

با غسل تعمید، ایمان خود را به قیام عیسی مسیح اقرار می‌کنیم و به انفصال خود از گناه شهادت داده و نیت خود را برای گام برداشتن در زندگی تازه عیان می‌داریم. بدینسان مسیح را به عنوان سرور و منجی خویش اقرار نموده جزء امت وی می‌گردیم و به عنوان عضوی از کلیسای او پذیرفته می‌گردیم. غسل تعمید نمادی از اتحاد ما با مسیح، آمرزش گناهان ما و پذیرفتن روح القدس است. غسل تعمید توسط فرورفتن در آب و مشروط بر ایمان به مسیح و شهادت بر توبه از گناه است. غسل تعمید پیروی از آموزه‌های کلام مقدس و پذیرفتن تعالیم آن است.

## عشای ربانی
عشای ربانی مشارکت در رموز بدن و خون مسیح است برای ابراز ایمان به او به عنوان خداوند و منجیمان. در تجربه آیین عشای ربانی، مسیح حضور دارد تا با امت خویش ملاقات کرده و آنان را قوت ببخشد. همچنان که در این آئین مشارکت می‌جوییم با خوشی مرگ او را اعلام می‌داریم تا وقتی که دگر بار بیاید. آمادگی برای پیوستن به عشای ربانی شامل خودآزمایی، توبه و اعتراف است. سرور ما خدمت شستشوی پاها را وضع نمود که حاکی از تجدید تقدیس، برای ابراز تمایل به خدمت به یکدیگر با تواضع مسیح وار و اتحاد قلبهایمان با محبت است. آیین عشای ربانی برای همه ایمان‌داران به مسیح آزاد است.

## عطایای روحانی و خدمت
خدا به همه اعضای کلیسای خویش در هر عصری عطایای روحانی اعطا نموده‌است که هر عضوی برای خیریت عمومی کلیسا و بشریت خدمات محبت‌آمیز خود را ارزانی دارد. این عطایا توسط روح القدس ارزانی شده‌است که به هر عضوی طبق اراده خویش سهمی اختصاص دهد، عطایا همه توانائی‌ها و خدمات را میسر می‌سازد که کلیسا بدان نیاز دارد تا وظایف مقدر شده الهی را ایفا نماید. بر اساس کلام مقدس این عطایا شامل خدماتی همچون ایمان، شفا، نبوت، تبشیر، تعلیم، مدیریت، مصالحه، شفقت و خدمت از خود گذشته و امور خیر برای کمک و تشویق مردم است. برخی اعضا توسط خدا فرا خوانده شده‌اند و به روح مجهز شده‌اند برای وظایفی که توسط کلیسا مشخص شدهاند همچون کار شبانی، امور تبشیری، مأموریت‌های تبلیغی و خدمات تعلیمی که به‌طور ویژه نیاز است تا اعضا را برای خدمت، برای بنای کلیسا به بلوغ و کمال روحانی و برای پرورش اتحاد ایمان و دانش خدا آماده سازند. وقتی که اعضا به عنوان مباشرین وفادار فیض‌های گوناگون خدا این عطایای روحانی را بکار می‌گیرند، کلیسا از تأثیرات مخرب اصول تعلیمی غلط محافظت شده و رشد می‌کند، به رشد و نموی که از سوی خداست و با ایمان و محبت بنا می‌گردد.

## عطیه نبوت
یکی از عطایای روح القدس نبوت است. این عطیه یک نشانه مشخص و بارز کلیسای باقی‌ماندگان است و در خدمت خانم الن ج. وایت آشکار گردید. به عنوان پیام‌آور از خدا نوشته‌های او مرجعی معتبر و مداوم از حقیقتی است که برای کلیسا مایه تسلی، هدایت، تعلیم، ارشاد و اصلاحات است. منجمله به وضوح اظهار می‌دارد که کتاب مقدس استاندارد و معیاری است که به موجب آن همه تعالیم و تجربیات بایستی آزموده و مورد سنجش قرار گیرد.

## احکام خدا
اصول عظیم احکام خدا که در ده فرمان گنجانده شده‌اند در زندگی مسیح به منصه ظهور رسیده‌اند. این احکام محبت، اراده و اهداف خدا را در رابطه با رفتار و کردار و ارتباطات بشر ابراز می‌دارد و رعایت آن برای همه مردم در همه اعصار الزامی است. این احکام اساس میثاق و عهد خداوند با امت خویش است و معیاری برای داوری خداست. به‌واسطه روح القدس این احکام گناه را خاطر نشان ساخته و حس نیاز به منجی را برمی‌انگیزند. رستگاری و نجات به‌واسطه فیض است و نه با اعمال، ولی اطاعت از احکام میوه نجات است. این اطاعت، سیرت مسیحی را رشد می‌دهد و دستاورد آن حس سلامتی است. آن نشانهٔ محبت ما نسبت به خداوند و نگرانی و دلواپسی ما برای همنوعانمان می‌باشد. پیروی براساس ایمان نشانگر قدرت مسیح در تغییر دادن زندگی است و بنابراین شهادت مسیحی را تحکیم می‌بخشد.

## سبت
آفریننده مهربان پس از شش روز خلقت در روز هفتم آرام گرفت و سبت را برای همه مردم به عنوان یادگار آفرینش قرار داد. چهارمین فرمان از احکام تغییرناپذیر خدا رعایت روز هفتم، سبت را به عنوان روز آرامش، عبادت و خدمت هماهنگ با تعالیم و اعمال عیسی خداوند الزامی نموده‌است. سبت روز دلپذیر مصاحبت با خدا و با یکدیگر است. سبت نمادی از رستگاری ما در مسیح است، نشانه‌ای از تقدیس ما، یادبودی از بیعت ما و پیشکشی از آینده ابدی ما در ملکوت خداست. سبت نشانه ابدی خدا از عهد جاودانی بین او و امت خویش است. رعایت شادمانه این زمان مقدس از شامگاه تا شامگاه، غروب آفتاب تا غروب آفتاب تجلیلی از اعمال رستگاری بخش و آفرینش خداست.

## مباشرت
ما مباشرین خدا هستیم و وی وقت، فرصتها، استعدادها، دارایی‌ها و برکات زمین و منابع سرشار آن را به ما به امانت سپرده‌است. ما برای استفاده مناسب و شایسته این چیزها مسئول هستیم. ما مالکیت خدا را با خدمت صادقانه به او و به همنوعانمان و همچنین با بازگرداندن عشر و ارائه هدایا برای بشارت انجیل او و حمایت از رشد کلیسای او تصدیق می‌کنیم. مباشرت امتیازی است که به‌واسطه خداوند به ما ارزانی شده‌است، برای رشد در محبت و غلبه بر خودخواهی و طمعکاری. مباشر در برکاتی که در نتیجه وفاداری و خوش عهدی او به دیگران رسیده شادمان می‌شود.

## سلوک مسیحی
ما فرا خوانده شده‌ایم تا امت خداشناس باشیم تا افکار و احساس و کردار ما در هماهنگی با اصول آسمانی باشد. برای اینکه روح، سیرت خداوند ما را در ما از نو خلق کند ما خود را تنها مشغول اموری می‌کنیم که خلوص مسیحی وار، سلامت و خوشی را در زندگی ما به وجود آورد. این بدین معنی است که تفریح و سرگرمی ما باید با عالی‌ترین موازین سلیقه و زیبندگی مسیحی مطابقت داشته باشد. در حالی که تفاوت‌های فرهنگی را تشخیص می‌دهیم، لباس ما باید ساده، متعادل و تمیز باشد و شایستگی واقعی شامل آراستگی ظاهری نیست بلکه در زینت بی زوال یک روح آرام و نجیب است. همچنین بدین معنی است که چون بدن‌های ما معابد روح القدس هستند، باید با بصیرت از آن‌ها مراقبت کنیم. متفقاً با ورزش و استراحت کافی، ما بایستی سالم‌ترین رژیم غذایی ممکن را انتخاب کنیم و از غذاهای ناپاکی که در کتاب مقدس بدان اشاره شده‌است اجتناب ورزیم. از آنجا که نوشیدنی‌های الکلی، تنباکو و استفاده غیرمسئولانه از داروها و مواد مخدر برای بدن ما مضر است، ما باید از آن چیزها نیز پرهیز و خودداری کنیم. در عوض هر چه را که اندیشه‌ها و جسمهایمان را با مسیح هماهنگ می‌نماید بکار می‌بریم زیرا او خواهان سلامتی و خوشی و خیریت ماست.

## ازدواج و خانواده
ازدواج به دست خدا در باغ عدن بنیان‌گذاری شد و مسیح پیوند و همنشینی محبت‌آمیز مادام العمر بین یک مرد و یک زن را تصریح نمود. برای یک مسیحی ازدواج تعهدی نسبت به خدا و همچنین به همسر است و این پیوند باید تنها بین زوجهایی باشد که ایمان مشترکی دارند. محبت متقابل، عزت، احترام و مسئولیت تار و پود این خویشاوندی هستند که باید منعکس‌کننده محبت، قدوسیت، نزدیکی و رابطه دائم بین مسیح و کلیسای وی باشد. عیسی دربارهٔ طلاق تعلیم داد، فردی که همسر خود را به استثنای زنا طلاق می‌دهد و با کس دیگر ازدواج می‌کند مرتکب زنا شده‌است. گرچه رابطه برخی خانواده‌ها ممکن است از آرمان و کمال مطلوب خود کوتاه بیاید، شرکای ازدواج که خودشان را در مسیح کاملاً به یکدیگر متعهد ساخته‌اند از طریق هدایت روح و پرستاری کلیسا می‌توانند به یکدلی عاشقانه نائل گردند. خداوند به خانواده برکت می‌دهد و در نظر دارد تا اعضای خانواده برای رسیدن به کمال مطلوب یکدیگر را مساعدت کنند. والدین باید فرزندان خود را طوری تربیت کنند که خداوند را محبت و اطاعت کنند. والدین با الگویی که از خود ارائه می‌کنند و با کلام متین خود بایستی به آن‌ها آموزش دهند که مسیح اهل انضباط، پر محبت است، همیشه مراقب و مهربان است که از آن‌ها می‌خواهد تا عضوی از بدن او و خانواده خدا شوند. نزدیکی افراد خانواده به یکدیگر یکی از نشانه‌های قطعی پیام محبت‌آمیز انجیل است.

## خدمت مسیح در معبد آسمانی
در آسمان معبدی وجود دارد، خیمه حقیقی که خداوند آن را برافراشته است و نه انسان. در آن مسیح در قبال ما خدمت می‌کند و برای ایمان‌داران فواید کفاره قربانی اش را که یکبار بر صلیب برای همه ارزانی نمود ارائه می‌دهد. او به عنوان کاهن اعظم منصوب شد و خدمت شفاعت را در زمان معراج خویش به آسمان شروع نمود. در سال ۱۸۴۴ در پایان مدت نبوی ۲۳۰۰ روزه، او وارد مرحله دوم و آخر از خدمت فدیه‌ای خود گردید. آن کار، داوری تحقیقی است که بخش نهایی گناه زدایی کلی است، که در تمثیل تطهیر معبد اسراییل کهن در روز کفاره نمایش داده می‌شد. در این خدمت نمونه معبد با خون ذبایح حیوانی تطهیر می‌شد ولی امور آسمانی با خون عیسی قربانی بی عیب پاک می‌گردد. داوری تحقیقی به ملکوتیان آشکار می‌سازد که چه کسی در میان مردگان و در مسیح آرمیده‌اند که سزاوار گردیده‌اند تا در قیام اول از مردگان سهیم گردند. همچنین فاش می‌سازد چه کسانی در میان زندگان در مسیح ساکنند، احکام خدا و ایمان به مسیح را نگاه می‌دارند، بدین سبب آماده انتقال به ملکوت جاودان او هستند. این داوری عدالت خدا را در نجات کسانی‌که به عیسی ایمان دارند محقق می‌سازد. اظهار می‌دارد کسانی‌که به خدا وفادار باقی بمانند شایسته ملکوت هستند. تکمیل این خدمت مسیح نشانی از خاتمه مهلت بشری پیش از ظهور ثانی است.

## ظهور ثانی
مسیح ظهور ثانی مسیح امید مبارک کلیسا و اوج شکوه انجیل است. آمدن منجی به صورت واقعی، شخصی، قابل رویت و جهانی است. وقتی او بازگشت نماید، عادلان مرده قیام خواهند نمود و به همراه عادلان زنده متبدل خواهند شد و به آسمان برده خواهند شد، ولی شریران خواهند مرد. اکثر خطوط نبوت تقریباً کامل تحقق یافته و به وضعیت حاضر جهان اشاره می‌کنند که آمدن مسیح قریب‌الوقوع است. زمان آن واقعه آشکار نگردیده‌است و بنابراین به ما توصیه شده‌است که همیشه آماده باشیم.

## مرگ و رستاخیز
مزد گناه موت است؛ ولیکن خدا که یگانهٔ ابدی است به رستگاران حیات ابدی ارزانی خواهد کرد. تا آن روز، مرگ حالت ناخودآگاهی برای همه مردم خواهد بود. وقتی مسیح که زندگی و حیات ماست ظاهر شود، عادلان از مرگ قیام کرده و عادلان زنده متبدل خواهند شد و برای ملاقات با خداوند خویش به آسمان برده خواهند شد. رستاخیز دوم، رستاخیز شریران از مرگ است که هزار سال پس از آن رخ خواهد داد.

## هزاره و خاتمه گناه
هزاره، یک هزار سال فرمانروایی مسیح با مقدسین خویش در آسمان، حد فاصل اولین و دومین قیام است. در طی این زمان مردگان گناهکار داوری خواهند شد و زمین مطلقاً ویران خواهد بود و هیچ بشر زنده‌ای در آن سکونت نخواهد داشت ولی توسط شیطان و فرشتگانش اشغال خواهد گردید. در خاتمه آن دوره مسیح با مقدسین خویش و شهر مقدس از آسمان به زمین نازل خواهند گردید. مردگان شریر آنگاه قیام خواهند کرد و همراه با شیطان و فرشتگانش شهر را محاصره خواهند نمود؛ ولی شعله‌های آتش از سوی خدا آنان را خواهد بلعید و زمین را تطهیر خواهد نمود؛ و بدین ترتیب گیتی از گناه و گناهکار برای همیشه زدوده خواهد شد.

## زمین جدید
در زمین جدید که در آن عدالت ساکن خواهد بود، خدا خانه‌ای ابدی برای رستگاران مهیا ساخته و محیطی کامل برای حیات ابدی، محبت، خوشی و یادگیری در محضرش تدارک خواهد دید. بدین جهت خدا با امت خویش ساکن خواهد شد و رنج و مرگی دیگر وجود نخواهند داشت. نبرد عظیم خاتمه خواهد یافت و گناهی دیگر در بین نخواهد بود. همه موجودات جاندار یا بی جان اظهار خواهند نمود که خدا محبت است و او تا ابد سلطنت خواهد نمود.